# Korchów Pierwszy
Korchów Pierwszy es una población en el distrito administrativo de Gmina Księżpol, perteneciente al condado de Biłgoraj, voivodato de Lublin, en el este de Polonia. Se encuentra aproximadamente a unos 7 km al sureste de Księżpol, a 20 km al sur de Biłgoraj, y a 98 km al sur de la capital regional Lublín.

## Personajes
- Albert Kazimirski de Biberstein